# Conclusão negativa das premissas afirmativas
Conclusão negativa das premissas afirmativas é uma falácia silogista cometida quando um silogismo categórico tem uma conclusão negativa porém ambas premissas são afirmativas. A inabilidade das premissas afirmativas para chegar a uma conclusão negativa é normalmente citada como uma das regras básicas de construir um silogismo categórico válido.
Declarações em silogismos podem ser identificadas como as formas seguintes:
- a: Todo A é B. (afirmativo)
- e: Nenhum A é B. (negativo)
- i: Algum A é B. (afirmativo)
- o: Algum A não é B. (negativo)

A regra afirma que um silogismo no qual ambas premissas são da forma a ou i (afirmativo) não pode chegar a uma conclusão da forma e ou o (negativo). Exatamente uma das premissas tem de ser negativa para construir um silogismo válido com uma conclusão negativa. (Um silogismo com duas premissas negativas comete a relacionada falácia de premissas exclusivas.)
Exemplo (forma inválida aae):
Premissa: Todos os coronéis são oficiais.
Premissa: Todos os oficiais são soldados.
Conclusão: Portanto, nenhum coronel é soldado.
A forma aao-4 é provavelmente mais subtil pois segue muitas das regras que governam os silogismos válidos, exceto quando chega a uma conclusão negativa a partir de premissas afirmativas.
Forma inválida aao-4:
Todo A é B.
Todo B é C.
Portanto, algum C não é A.
Isto apenas é válido se A é um subconjunto de B e/ou B é um subconjunto de C. No entanto, este argumento chega a uma conclusão com falhas se A, B, e C são equivalentes. No caso que A = B = C, a conclusão do silogismo aaa-1 simples seguinte iria contradizer o argumento aao-4 acima:
Todo B é A.
Todo C é B.
Portanto, todo C é A.